# 24641 Enver
24641 Enver (1983 RS4) là một tiểu hành tinh vành đai chính được phát hiện ngày 1 tháng 9 năm 1983 bởi L. G. Karachkina ở Đài vật lý thiên văn Crimean.